# Rudolf Zuckermann
Rudolf Zuckermann (* 2. Oktober 1910 in Elberfeld; † 29. April 1995 in Berlin) war ein deutscher  Kardiologe, der 1. Lehrstuhlinhaber für Kardiologie in Deutschland.
Er war der Bruder des Juristen und Mitautors der DDR-Verfassung Leo Zuckermann.

## Leben
Zuckermann war der Sohn einer jüdischen Kaufmannsfamilie. Bis 1929 besuchte er die Oberrealschule Nord in Elberfeld und studierte bis 1933 in Bonn und Berlin Medizin. Nach der Machtübernahme durch die Nationalsozialisten ging er nach Paris, um das Studium dort abzuschließen, durfte dort studieren, wurde aber mit der Begründung, dass seine Semester in Deutschland nicht anerkannt würden, 1934 nicht zur Abschlussprüfung zugelassen. Zwischenzeitlich aus Deutschland ausgebürgert, ging er als Staatenloser nach Basel, machte Ende 1936 das Doktorexamen und erhielt im Januar 1937 den Doktortitel.  Nachdem mit dem Abschluss des Studiums das Aufenthaltsrecht in der Schweiz beendet war, wollte er nach Frankreich zurück, erhielt auf Grund der zwischenzeitlich geänderten politischen Verhältnisse aber weder eine Einreisegenehmigung noch eine Zulassung als Arzt.
Nach illegaler Einreise meldete er sich im Januar 1937 in Paris beim Comité Sanitaire International für den Einsatz in der von den Faschisten bedrohten Republik Spanien. In Spanien überlebte er einige Schlachten als Arzt, stieg zum Hauptmann auf und trat 1938 der KP Spaniens bei. Nach dem Sieg Francos wurde er, nach Frankreich zurückgekehrt, dort interniert. Seine Mutter und sein Bruder, die bei Paris lebten, erreichten eine Aufenthaltserlaubnis, und er konnte als Arzt, wenn auch nur diagnostizierend, arbeiten. Nach einigen Festnahmen und Internierungen in der Folge konnte er sich 1940 in das von Deutschen unbesetzte Südfrankreich nach Marseille absetzen. Mit Hilfe seiner späteren Frau Henny Schönstedt (ebenfalls aktive Kommunistin) gelangte er nach Marokko, wurde aber in Marrakesch wiederum festgesetzt.
Am 11. November 1941 gelang ihm zusammen mit seinem Bruder, der in jüdischen Fluchtorganisationen aktiv tätig war, die Flucht nach Mexiko. Rudolf Zuckermann nahm am Leben der dortigen jüdischen und kommunistischen Exilgruppen, wie an der Bewegung »Freies Deutschland«, dem Heinrich-Heine-Klub und der KPD-Gruppe um Paul Merker teil, ohne jedoch ein Amt zu übernehmen. Er praktizierte als Arzt und wurde 1945 in das Instituto Nacional de Cardiologia – damals die modernste Herzklinik der Welt – aufgenommen, wo er sich mit Elektrokardiographie (EKG) beschäftigte, Bücher und Forschungsberichte veröffentlichte.
1947 und 1948 erhielt Zuckermann Einladungen aus Ostberlin zur Rückkehr und das Angebot eines Lehrstuhls an der Universität Berlin. Er nahm den Ruf nicht an, hatte noch wichtige Forschungsarbeiten und wollte erst abwarten, wie sich die Tätigkeit seines Bruders, der bereits nach Deutschland zurückgekehrt war, entwickelte. Nach weiteren Kontakten aus Ostberlin entschloss er sich im Januar 1953, politisch unsensibel und trotz Warnungen von Freunden, trotz der in der SED schon laufenden Säuberungswelle gegen Juden und Altkommunisten mit westlichem Emigrationshintergrund sowie trotz der Verhaftung Paul Merkers und der Flucht seines Bruders nach Westdeutschland, in die DDR überzusiedeln. Sein Sohn und seine Frau waren bereits seit Juli 1952 dort.
Verdeckte Mitarbeiter des Ministeriums für Staatssicherheit (MfS) nahmen Zuckermann in der Schweiz in Empfang und schleusten ihn auf einem Umweg über Österreich und die ČSR die in die DDR, um ihn sofort im „U-Boot“ in Berlin-Hohenschönhausen, der zentralen Untersuchungshaftanstalt des MfS, verschwinden zu lassen. Für Familie und Freunde war er unauffindbar. Zuckermann kam in Einzelhaft, wo er monatelang unter Oberaufsicht des KGB verhört und zu falschen Geständnissen im Sinn der Moskauer „jüdischen Ärzteverschwörung“ gezwungen wurde. Man warf ihm vor, in die DDR gekommen zu sein, um das feindliche Werk seines republikflüchtigen Bruders fortzuführen. Weiter wurde er mit dem Vorwurf konfrontiert, zurückgeschickt worden zu sein und ein Herzinstitut aufzubauen, um an prominente Patienten zu kommen und sie mit Herzmitteln zu ermorden. Da das Instituto Nacional de Cardiologia, an dem Zuckermann in Mexiko gearbeitet hatte, mit Apparaturen bestückt war, welche durch die Rockefeller-Stiftung bezahlt waren, wurde ihm weiter vorgeworfen, im Auftrag der Amerikaner zu handeln.
Nach dem Tod Stalins, der Liquidierung der Ärzteverschwörung und den Vorgängen um den 17. Juni 1953 mit einigen Säuberungen im Parteikader der SED änderten sich die Akteure bei den Verhören. Am 20. August 1953 begann man mit Zuckermann über eine Freilassung zu verhandeln. Er sollte eine Schweigeverpflichtung über die vergangene Inhaftierung und Verhöre unterschreiben und sich als Geheiminformant (GI „Juan“) des MfS verpflichten. Entnervt ging er auf alles ein, konnte aber durchsetzen, dass er als Arzt im Herzheilbad Bad Liebenstein eingesetzt wurde. Das Datum der Haftentlassung Zuckermanns am 1. September 1953 gab das MfS als sein Einreisedatum in die DDR aus, wobei es ihn zum Beleg längerer Aufenthalte auf seinem Weg in die DDR mit fingierten Hotelrechnungen und gefälschten Dokumenten ausstattete.
Man hatte ihn 1954 als altes KPD-Mitglied in die SED übernommen. Da die Vorwürfe gegen ihn nicht annulliert wurden, erklärte er 1956  seinen Austritt. Er weigerte sich, mit dem Hinweis auf diese Vorwürfe, hohe Regierungsfunktionäre zu behandeln. Von inoffiziellen Mitarbeitern des MfS (IMs) in seinem Umfeld wurde er als unpolitisch, politisch nicht motiviert geschildert, der sich nur um seine Arbeit kümmere und darin aufging. Er wurde vom MfS aber weiter intensiv überwacht, erhielt nur eine belanglose Stelle als Bäderarzt in Bad Liebenstein. Diese „langweilige“ Tätigkeit brach er frustriert ab, war 1954 arbeitslos und erhielt am 1. Januar 1955 eine Anstellung als Oberarzt und Leiter der kardiologischen Abteilung in der Universitäts-Kinderklinik der Martin-Luther-Universität Halle-Wittenberg.

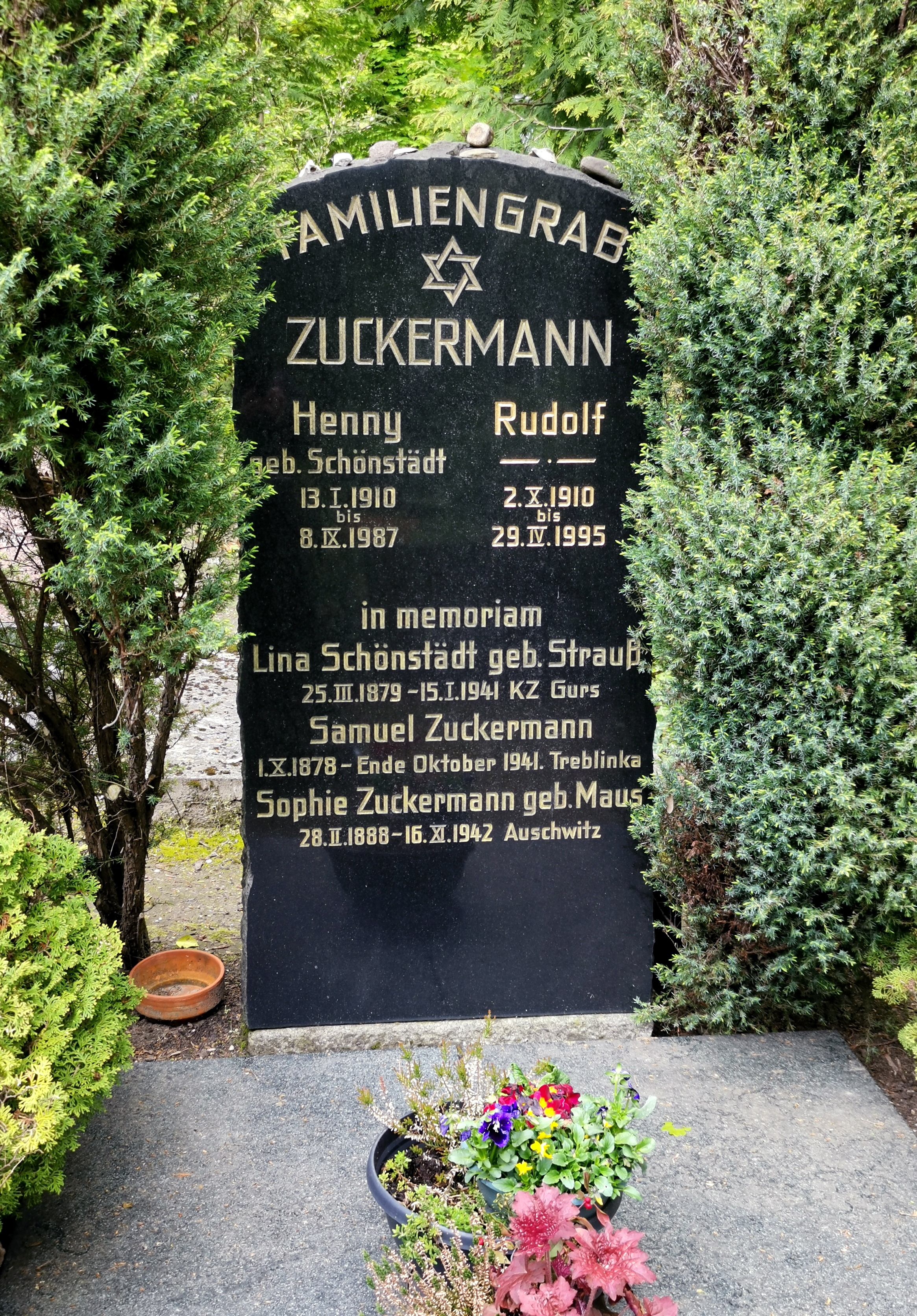
Grab auf dem Jüdischen Friedhof Berlin-Weißensee

Im Oktober 1957 wurde er habilitiert und erhielt am 1. November 1957 eine Professur mit Lehrauftrag für Kardiologie an der Universität Halle.
Er regte den Bau der Halleschen Herz-Lungen-Maschine an, der durch die Thoraxchirurgen Karl-Ludwig Schober, Rainer Panzner, den Anästhesisten Günther Baust, und den Biophysiker Fritz Struss realisiert wurde. Am 3. April 1962 erfolgte die erste Operation am offenen Herzen in Halle mit dieser Maschine. Dafür erhielt das Kollektiv den Rudolf-Virchow-Preis der DDR.
Am 1. September 1962 erhielt er einen Lehrstuhl für Kardiologie an der Martin-Luther-Universität. Dies war der erste Lehrstuhl für Kardiologie in Gesamtdeutschland. Doch trotz seiner Erfolge kämpfte Zuckermann zehn Jahre vergeblich für ein eigenständiges Forschungsinstitut.
Seinen Bruder Leo, der über Westdeutschland wieder zurück nach Mexiko gegangen war, sah er nie wieder.
Rudolf Zuckermann fand seine letzte Ruhestätte auf dem Jüdischen Friedhof Berlin-Weißensee (Feld Z 1).

## Veröffentlichungen
- Atlas der Elektrokardiographie, Rudolf Zuckermann, Leipzig 1955
- Grundriss und Atlas der Elektrokardiographie, Rudolf Zuckermann, 2. veränd. u. erw. Auflage, 1957, 3. umgearbeitete Auflage, Leipzig 1959
- Herzauskultation, Rudolf Zuckermann, Leipzig 1963, 2. veränd. u. erw. Auflage, Leipzig 1965